# 瀬尾育生
瀬尾 育生（せお いくお、1948年11月16日 - ）は、日本の詩人、ドイツ文学者。首都大学東京名誉教授。

## 来歴
愛知県名古屋市生まれ。東京大学大学院人文科学研究科独文科修士課程修了。1991年、湾岸戦争の際に藤井貞和と論争を行った。1996年、詩集『Deep purple』で第26回高見順賞を受賞。2006年、『戦争詩論 1910－1945』で第15回やまなし文学賞を受賞。2010年、稲川方人との共著『詩的間伐―対話2002-2009』で第1回鮎川信夫賞受賞。文芸評論家の神山睦美、詩人の福間健二などとGENIUSの会をつくり、ガリ版刷GIPを発行した。 首都大学東京都市教養学部教授などを経て、同大学名誉教授。

## 著書

### 単行本
- 水銀灯群落 詩集 私家版 1976
- 鮎川信夫論 思潮社 1981
- 吹き荒れる網 詩集 弓立社 1981
- らん・らん・らん 詩集 弓立社 1984
- ハイリリー・ハイロー 風琳堂 1988
- 文字所有者たち 詩、あるいは言葉の外出 瀬尾育生詩論集　Fragmente 1982-1987 思潮社 1988
- われわれ自身である寓意 詩は死んだ、詩作せよ 瀬尾育生評論集 思潮社 1991（<昭和>のクリティック）
- 瀬尾育生詩集（現代詩文庫）思潮社 1993
- Deep purple 詩集 思潮社 1995
- あたらしい手の種族 詩論1990-96 五柳書院 1996
- モルシュ 思潮社 1999
- 二〇世紀の虫 <解読不能なもの>について 五柳書院 2001
- 戦争詩論 1910-1945 平凡社 2006
- アンユナイテッド・ネイションズ 思潮社 2006
- 詩的間伐―対話2002-2009（稲川方人との共著） 思潮社2009

### 単行本未収録

#### 対談
- 宇野邦一＋瀬尾育生　「戦争機械への感性が試されている　世界史から読む現代詩」  - 『現代詩手帖』2025年9月号